# White Chuck Cinder Cone
White Chuck Cinder Cone ist ein Schlackenkegel in Washington, Vereinigte Staaten. Er hat eine Höhe von 1834 Metern und ist zwischen 2000 und 17.000 Jahre alt.